# Tatra 815
Tatra 815 — серія вантажних автомобілів, які виготовляються чеською компанією Tatra з 1983 року. Сімейство моделей охоплює сідлові тягачі, самоскиди, шасі і бортові автомобілі.

## Історія
Історія сімейства Tatra-815 почалася на початку сімдесятих, коли було прийнято рішення про створення уніфікованої серії вантажних автомобілів, здатної вирішувати всі завдання. У перспективі воно повинно було замінити серії Tatra-148 і Tatra-813. У 1971 році було прийнято остаточне рішення про фінансування цього проекту і передачу провадження національному підприємству Tatra. Дві третини кредиту, наданого Міжнародним інвестиційним банком, були витрачені на технологічне дообладнання і капітальну перебудову заводів, оскільки з початком виробництва 815-ї серії Чехословаччина збиралася подвоїти кількість продукції, що випускається для забезпечення вантажівками як країн — членів РЕВ, так і інших ринків. 
Виробництво 815 завершилося 25 лютого 2025 року.

### Технічні характеристики
Перші Tatra-815 були зібрані в 1979 році. Тоді ж була запропонована вся гама вантажівок. Після деяких доробок і всебічних випробувань новачок пішов у серію. Нові «Татри» зберегли спадкоємність з попередніми машинами цієї марки: 4-х тактний дизельний двигун повітряного охолодження, жорстка хребтова рама з кронштейнами для кріплення вузлів, агрегатів і кузовів, незалежна підвіска всіх коліс з хитними півосями, привід на всі колеса з можливістю відключення переднього мосту і колісними формулами 4х4 і 6х6.
У 1983 р., завершивши випуск серій «Т148» і «Т813», на «Татра» розгорнулося виробництво єдиної гами «Т815». Для автомобілів на основі базового двигуна «Т2-928» була створена гама уніфікованих дизелів повітряного охолодження з безпосереднім упорскуванням палива і однаковими значеннями діаметра циліндрів і ходу поршня (120x140 мм): Моделі «ТЗ-928» V8 (12667 см³, 231 к.с.), «ТЗ-929» V10 (15825 см³, 283 к.с.), «ТЗ-930-30» і «ТЗ-930-53» V12 (19001 см³, 320 і 360 к.с.). Також пропонувалися два варіанти мостів і дві коробки передач 10-ти та 20-ти ступінчаста. Першими стали 3-х осьові самоскиди «T815S1» і «T815S3» (283 к.с.) з задньої і 3-х сторонньої розвантаженням вантажопідйомністю 10,7-15,3 тонни і укороченою кабіною над двигуном. Сідельні тягачі «T815NT» (4x4/6x6) для автопоїздів повною масою 45 тонн і 20-ти тонні самоскиди «T815S1» (8x8) оснащувалися найпотужнішими моторами, задній пневматичною підвіскою і зрушеної вперед кабіною зі спальними місцями. До програми входили також низькорамні кранові шасі «T815PJ» вантажопідйомністю 12-40 тон з колісною формулою від 4x4 до 10x8. З 1987 року випускається модернізована версія «Т815-2» зі збільшеною на 2 тони вантажопідйомністю та підвищеною на 10% економічністю, що задовольняє міжнародним вимогам.
До того часу вся гама налічувала вже понад 100 варіантів. Висока якість машин «Татра-815» було підтверджено їх переконливими виступами на ралі-марафонах Париж-Дакар, Гренада-Дакар і Париж-Пекін в 1986–2001 рр. де вони незмінно займали призові місця. Для цього були побудовані одиничні екземпляри машин 4x4 з двигунами потужністю 407–543 к.с., розвивали максимальну швидкість 150–160 км/год. Після розділу Чехословаччини, втрати неосяжних ринків колишніх країн соціалізму і приватизації завод «Татра» став акціонерним товариством, але власником 90% його акцій залишається держава. Він взявся за створення нової техніки і вирішення проблеми відповідності автомобілів «Татра» міжнародним вимогам, в першу чергу екологічним нормам «Євро-2». У результаті до середини 90-х рр. неконкурентоспроможні моделі були зняті з виробництва, а на зміну всім колишнім моторам прийшов новий «ТЗВ-928» V8 з турбонаддувом і проміжним охолодженням потужністю 308–362 к.с., а також ряд закордонних силових агрегатів і елементів шасі. Зі зміною маркування моделей їх індекси досягали 15-ти значних комбінацій цифр і букв. Гамма базових шасі «Т815-2» включала 5 варіантів з різними кабінами і колісними формулами 4x4, 6x6 і 8x8 (моделі від «R41» до «R91») з корисним навантаженням 11-24 тони і потужністю двигунів 308–362 к.с., 8 самоскидів (від «501» до «S81») вантажопідйомністю 9,1-21,5 т і 8 сідельних тягачів (від «N51» до «N34») для автопоїздів повною масою 43-85 тон. Крім того, для армії випускаються спеціальні вантажівки і тягачі «Т815-2 Армакс» (Armax).
У 1997 році завод «Татра» почав випуск серії "Т815-2 Террно1 (Terrano1), назва що утворене від англійського слова «Terrain» — «перетята місцевість» та індексу «No1» — «перший». Від колишньої гами відрізняються новими привабливішими кабінами підвищеної комфортності та можливістю установки американського 350-сильного мотора «Детройт Дизель» (Detroit Diesel) серії «60».
З 1997 року випускається нова серія «Т816 Форс» (Force) 8x8 з німецькими дизелями «Дойц 1015С» V8 або МТУ (MTU) V12 потужністю 544 і 830 к.с. і американської автоматичною 6-ти ступінчастою коробкою передач «Твін Диск» (Twin Disc). Найпотужніший тягач «T816-6VWN9T», призначений для автопоїздів повною масою до 120 т, оснащений новою подвійною кабіною на 6-8 чоловік і двома лебідками стягових зусиллям по 25 тс. Він розвиває максимальну швидкість 85 км/год. На відміну від багатьох виготовлювачів важких вантажівок з колишніх соціалістичних країн, положення заводу «Татра» продовжує посилюватися, хоча щорічні обсяги виробництва становлять лише 2500-3000 автомобілів.
Автомобілі Tatra 815 неодноразово модернізовувалися і вдосконалювалися, щоб відповідати вимогам ринку.

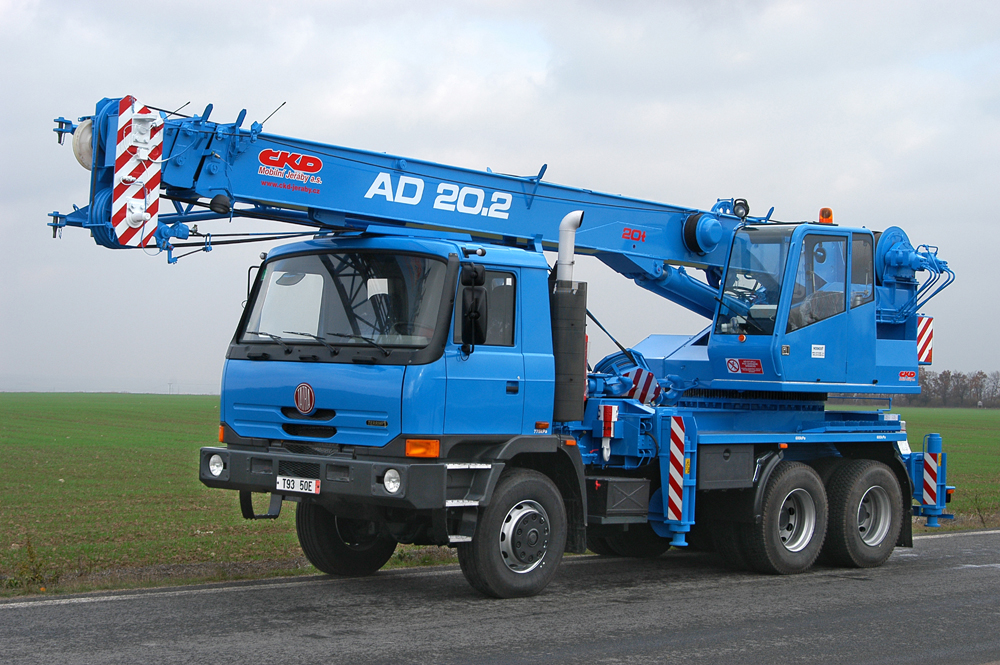
Кран на шасі Tatra 815
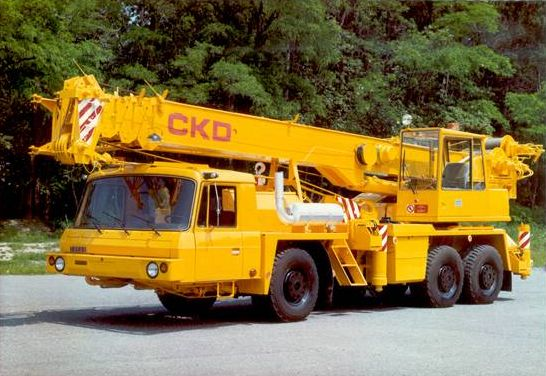
Кран на шасі Tatra 815 з низькою кабіною
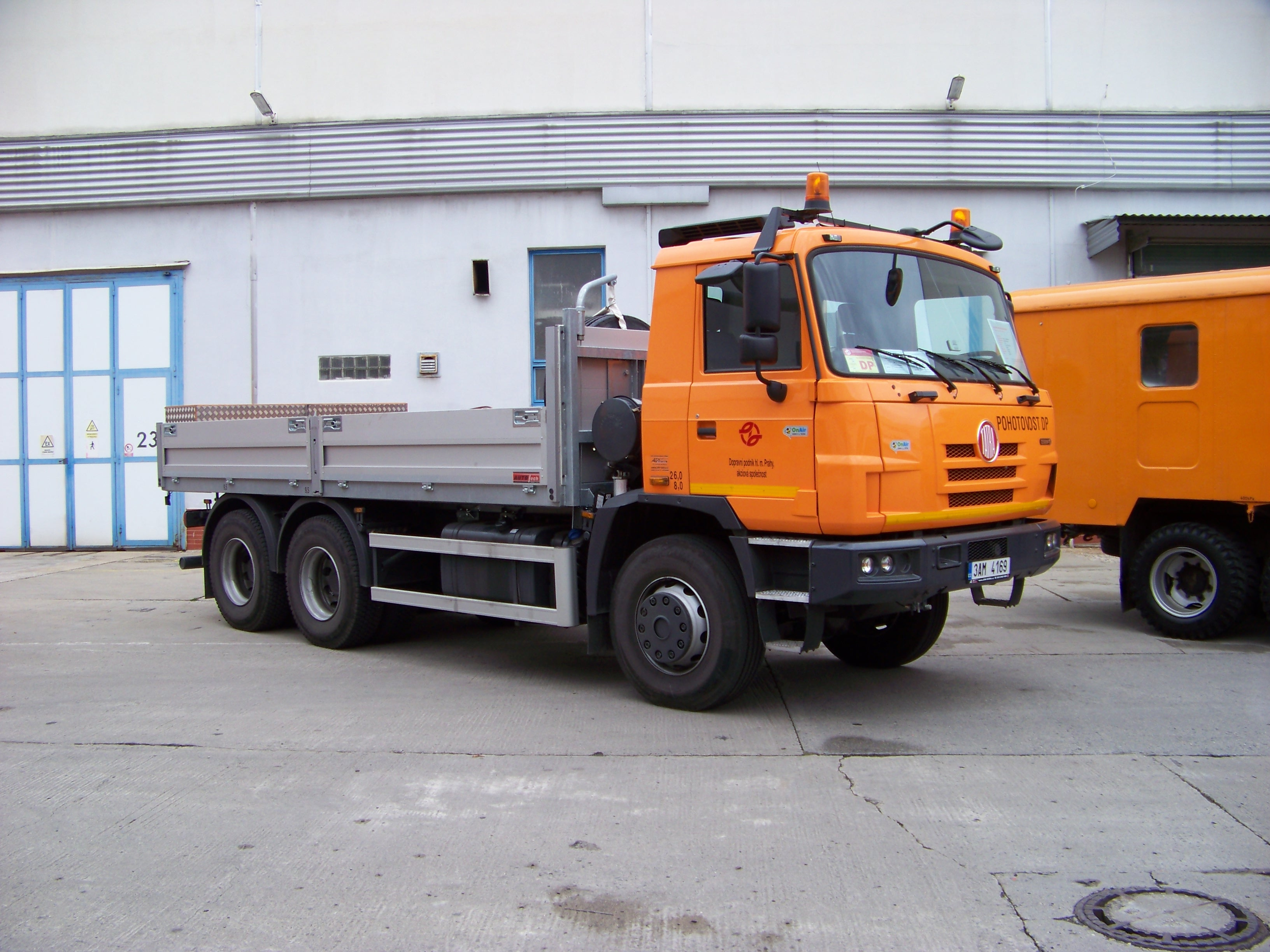
Tatra 815
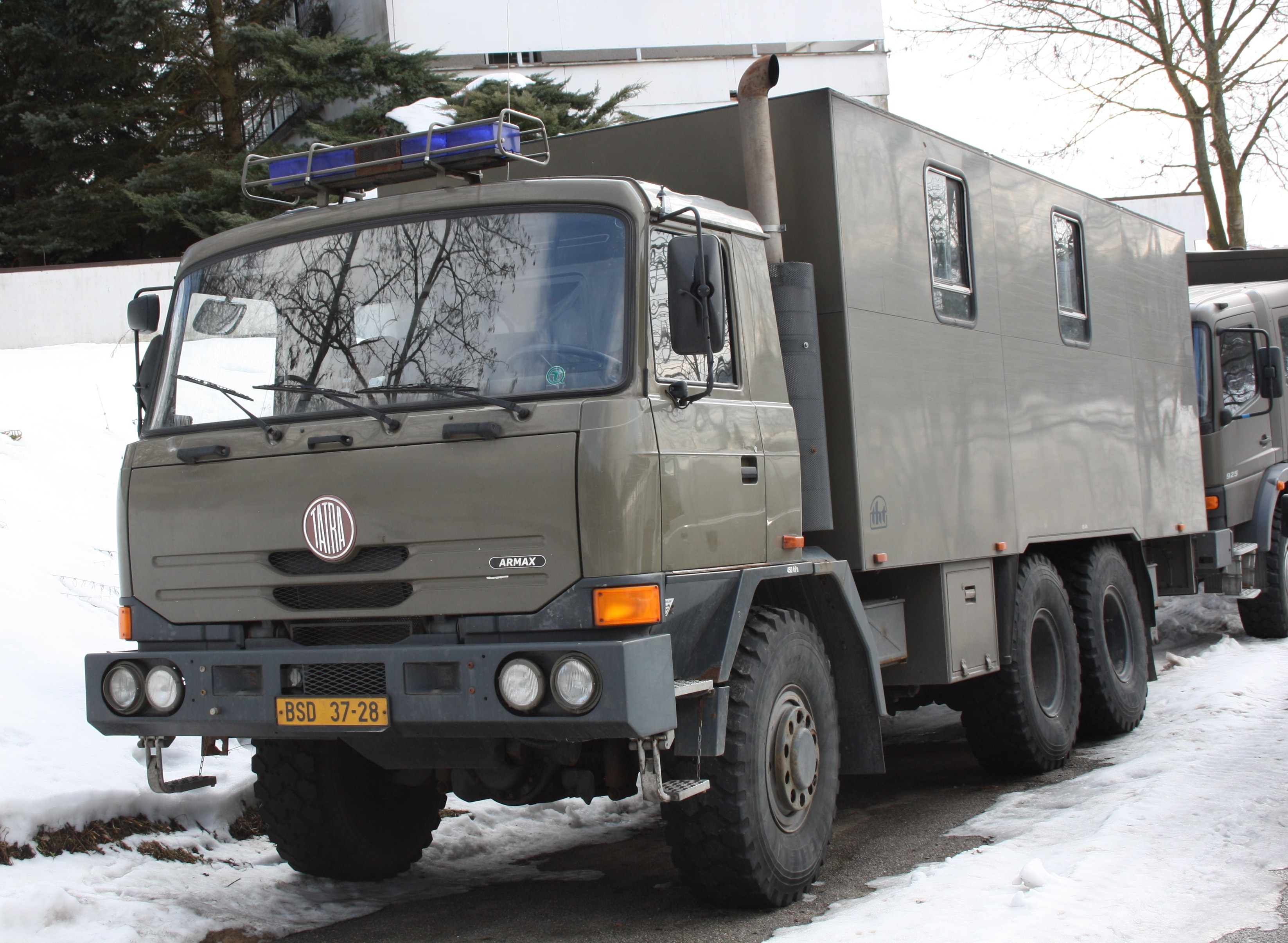
Tatra 815
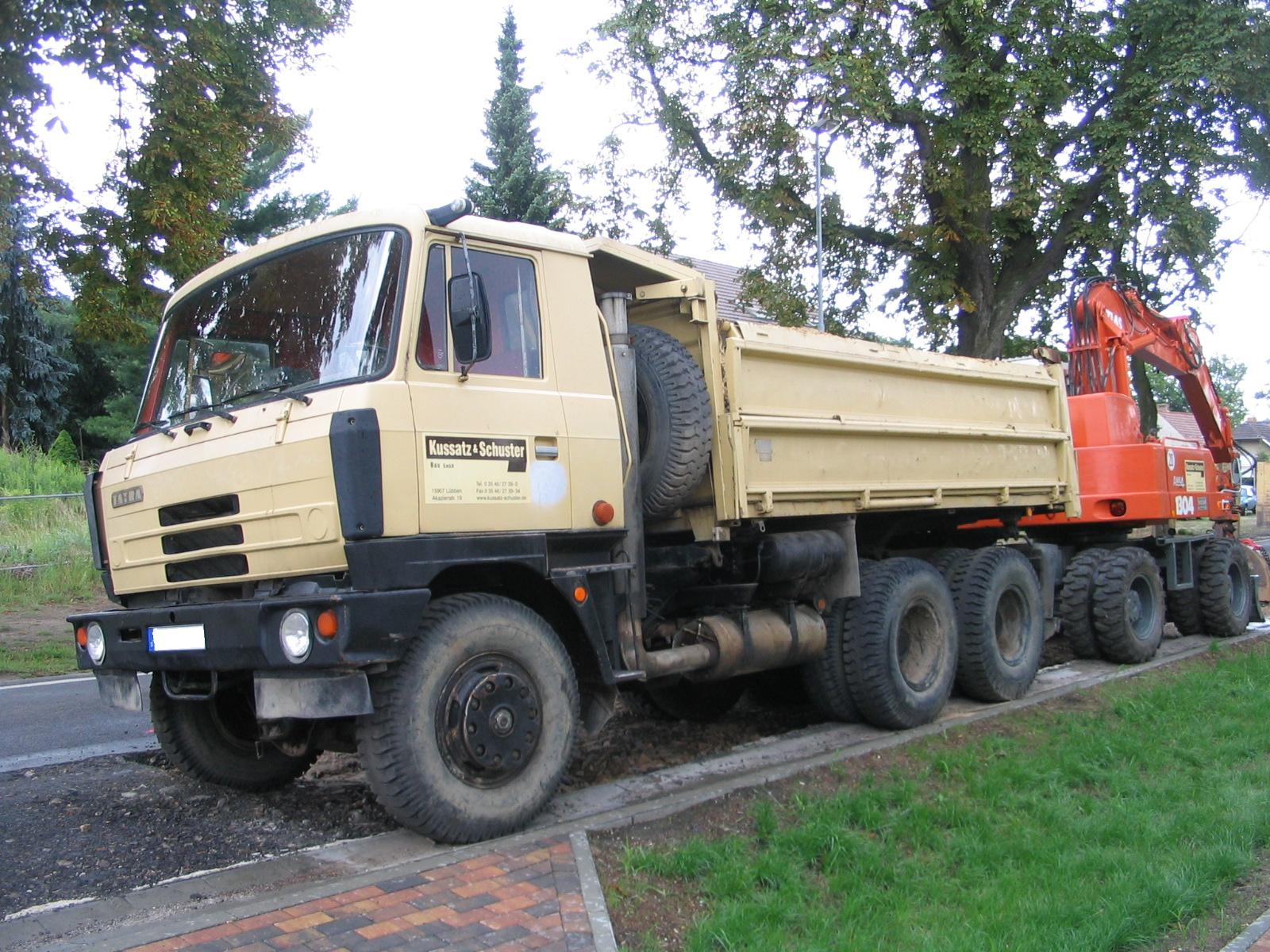
Самоскид Tatra 815
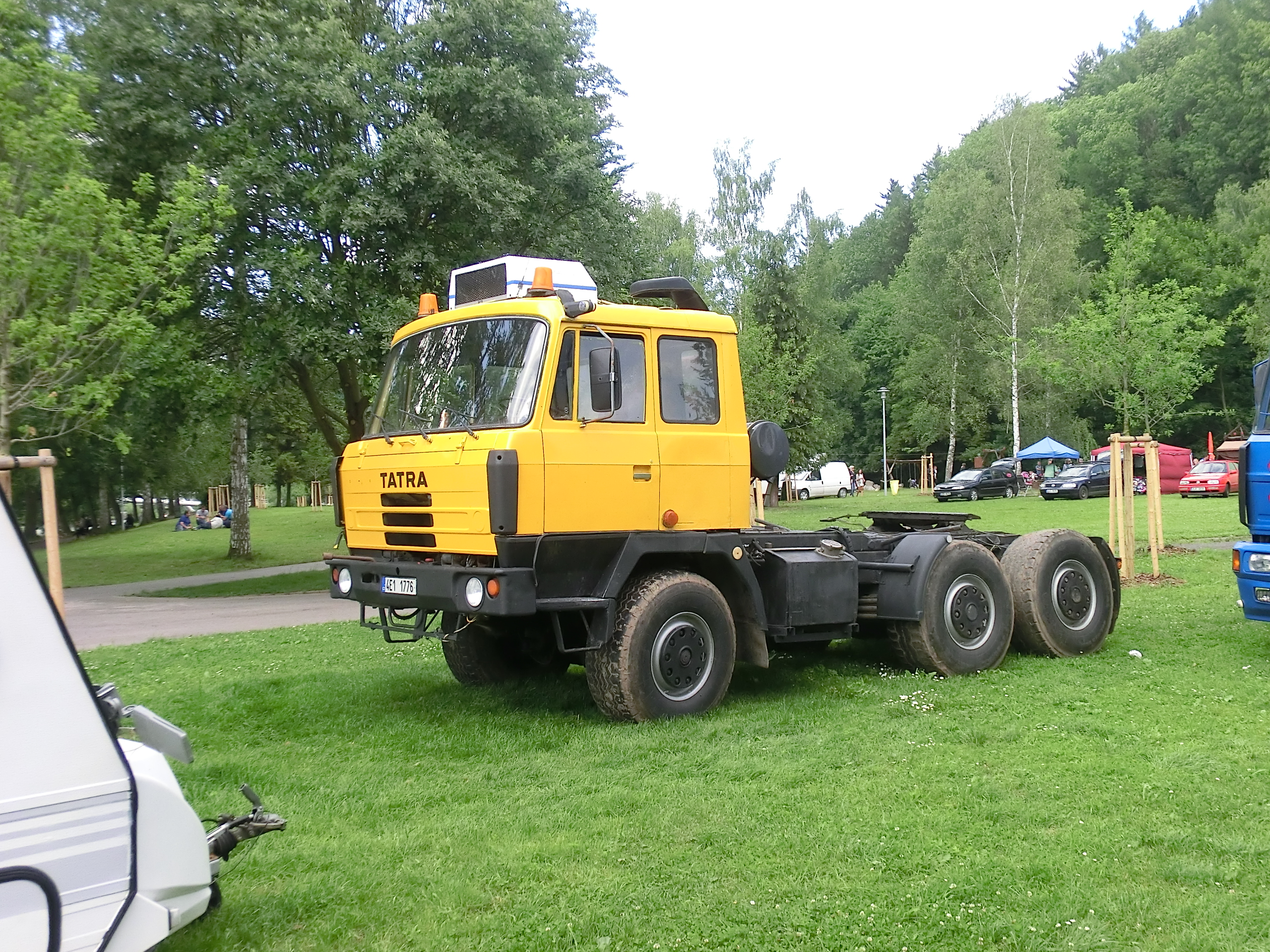
Сідловий тягач Tatra 815

## Військові варіанти

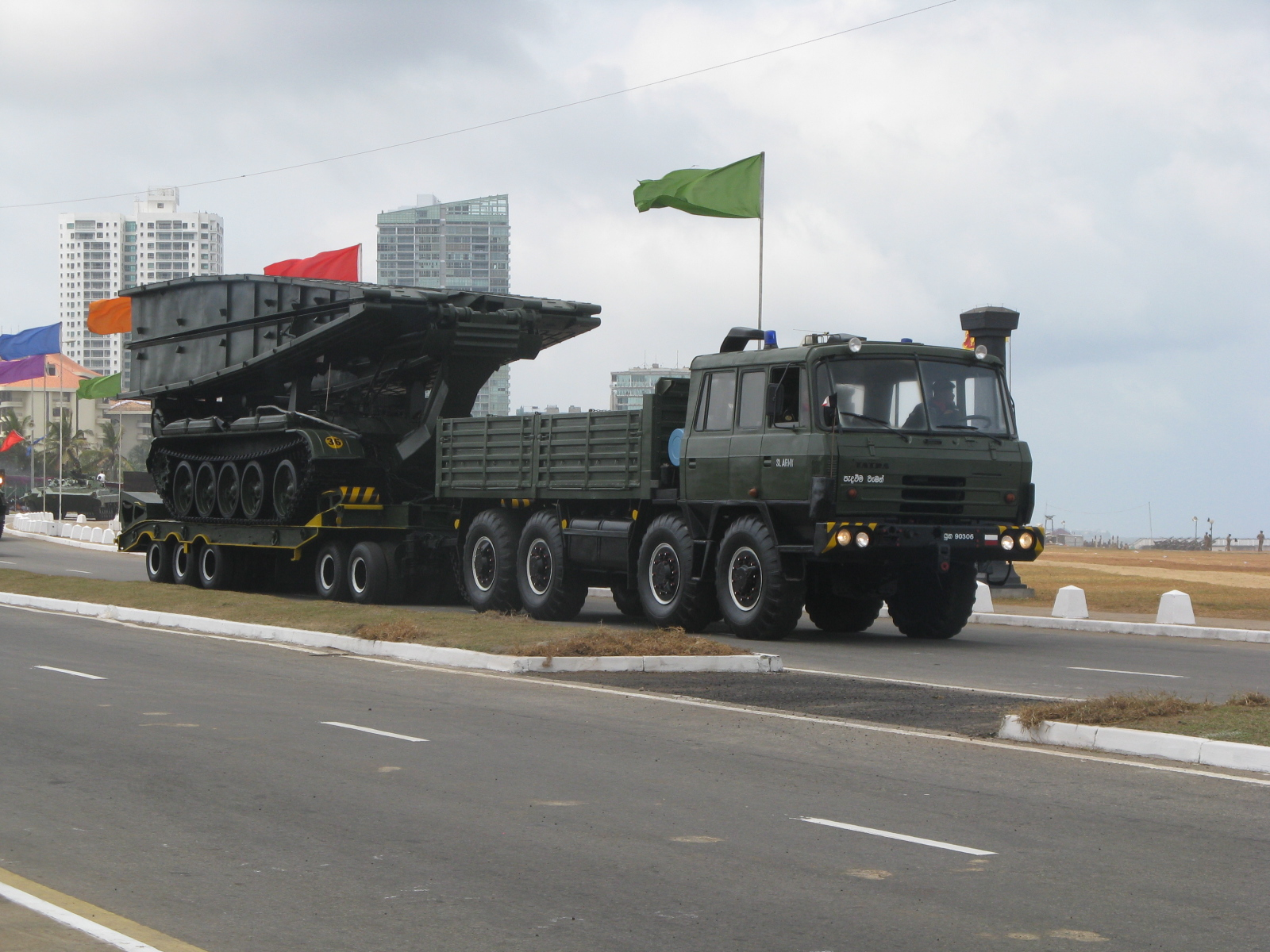
Tatra Т815 8х8

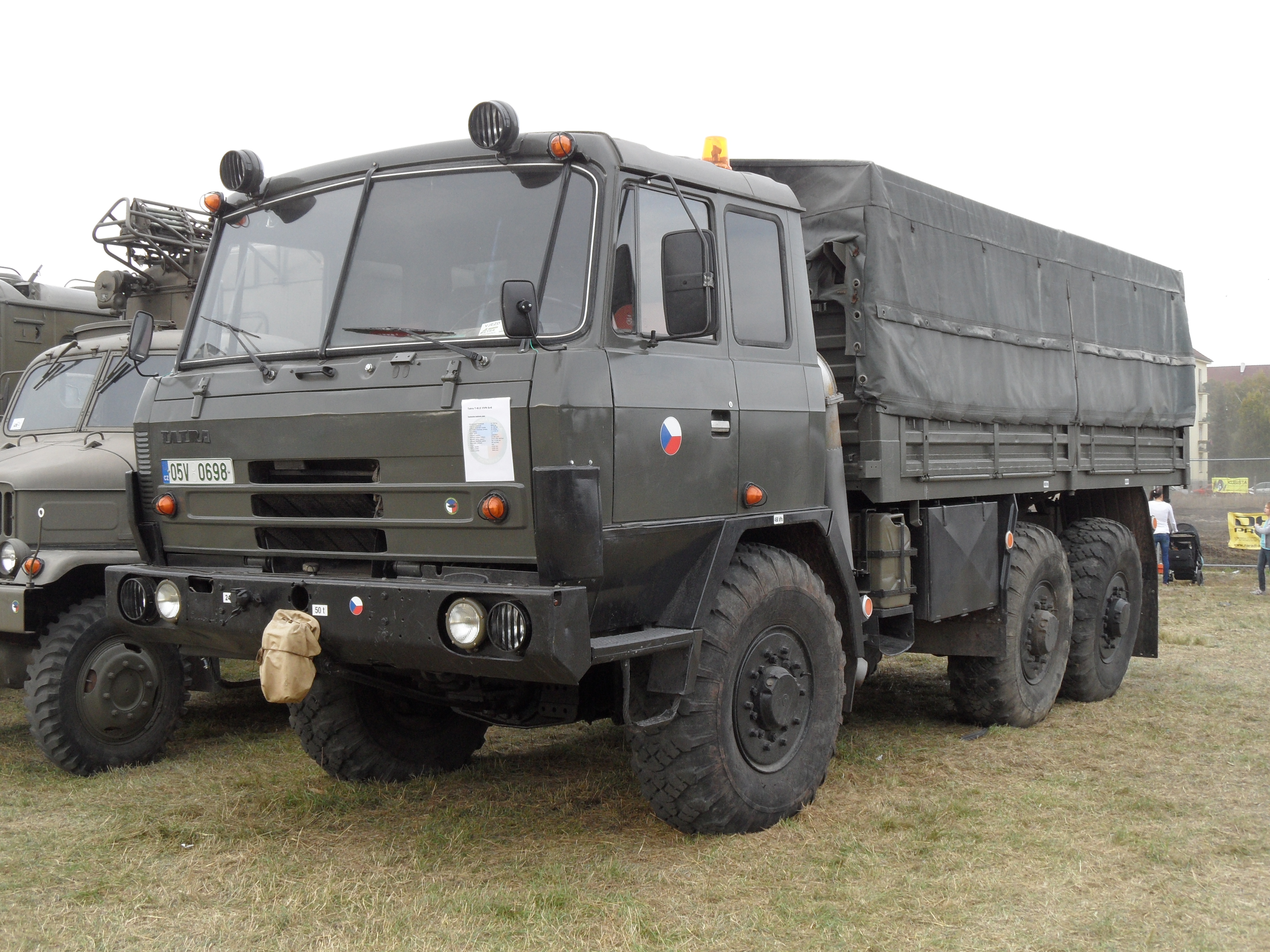
Tatra Т815 6х6

Основну частину армійської програми складають пристосовані для військових потреб цивільні автомобілі, до яких відносяться вантажівки Т815VV15.170 (4х4), Т815VVN20.235 (6х6) та Т815VVN26.265 (8х8) повною масою 15-28 тонн, а також тягач з подвійною кабіною Т815VT26 0,265 (8х8). Всі вони обладнані V-подібними 8-і 12-циліндровими двигунами Tatra серії Т3 робочим об'ємом 12,7 і 19,0 л, що розвивають потужність 231; 320 і 360 л. с. та  механічною 10-ступінчастою коробкою передач власного виготовлення.
У 1998 році сімейство поповнилося тактичними вантажівками Т815-21VV45 (4х4) з двигуном потужністю 220 к. с. та Т815-21VV26.230 з новою кабіною TERR No 1. На шасі 4х4 випускається ще одна нова вантажівка Т815-63VR41 з двигуном потужністю 272 к. с. з полуброньованною кабіною старого зразка, обладнаної люком з туреллю для кулемета. 
На шасі 6х6 виробляються паливозаправники, аеродромні пожежні машини та бронеавтомобіль Tatrapan. 
Шасі 8х8 також служить для встановлення спеціальних кузовів і надбудов (мостоукладальні, понтони, ремонтно-евакуаційне обладнання, контейнерні перевантажувачі, ракетні пускові установки та ін.), а також є базою для броньованого VZ-92 та самохідної 155-міліметрової гаубиці Zuzana. Всі вони мають кліренс 410 мм і є одними з небагатьох колісних машин, здатних без всякого дообладнання долати траншеї шириною 2 м.